# Профессор Айво
Профессор Айво (англ. Professor Ivo) — вымышленный персонаж, безумный учёный комиксов издательства DC Comics. Является создателем андроида Амазо. Из-за страха смерти Айво использовал свои собственные научные открытия, чтобы сделать себя почти бессмертным и неуязвимым, но это привело к тому, что в процессе его внешний вид стал чудовищным.
Профессор Айво впервые появился в The Brave and the Bold #30 (июнь, 1960) и был создан Гарднером Фоксом и Майком Сековски. В той же истории фигурирует его эликсир бессмертия и его самое известное андроидное творение Амазо.

## Биография
Энтони Айвс растет с танатофобией (страхом смерти), глубоким страхом смерти, настолько сильным, что он даже избегает похорон собственной матери. Когда он обнаруживает в себе талант к науке, стремление избежать смерти и стать бессмертным стало навязчивой идеей всей его жизни. Айво изучает кибернетику и генетику и в конечном итоге занимается преступными действиями, чтобы получить ресурсы, необходимые ему для продолжения своих странных экспериментов. Он приходит к выводу, что может создать «эликсир бессмертия», изучая и экспериментируя с животными, которые, как известно, имеют долгую продолжительность жизни, и решает, что станет бессмертным и будет доминировать на Земле. Чтобы действовать вместе со своим агентом в преступных операциях и завоеваниях, Айво создает Амазо, андроида, созданного с использованием технологии «абсорбирующих клеток», чтобы он мог имитировать способности сверхлюдей, с которыми он сталкивается. Амазо преследует членов-основателей Лиги справедливости (кроме Супермена и Бэтмена), затем использует их силы, чтобы украсть долгоживущих животных и похитить пожилого человека. Айво создает и выпивает свой эликсир бессмертия. Затем Айво пытается навсегда удалить силы и воспоминания супергероев, но Лига побеждает его и Амазо, после чего Айво был заключен в тюрьму и приговорен к 500 годам заключения в случае успеха его эликсира бессмертия.
Более поздняя история JLA: Year One пересмотрела историю Айво, чтобы сказать, что до того, как он создал Амазо, он работал ученым-исследователем в преступной организации Locus, что дает ему доступ к передовым технологиям, полученным от пришельцев и суперзлодеев, и позволяет ему анализировать тела инопланетных воинов с планеты Аппеллакс, которые способны изменять свою биологию и заставлять другие формы жизни имитировать их собственные формы. Изменчивая биология аппеллакцев - это как раз то, что позже помогло Айво создать Амазо.
Спустя годы Айво обнаруживает, что его бессмертие вызывает обезображивание, из-за которого его кожа становится чешуйчатой, а лицо чудовищным. Он винит в этом Лигу справедливости и становится психически неуравновешенным, что приводит к дальнейшим преступным действиям и нападениям на Лигу. Чтобы составить себе компанию, Айво строит своих дубликатов-андроидов, которые в конечном итоге запирают его, отталкиваясь от его безумия. Затем андроид выполняет желание Айво отомстить, напав на недавно реформированную Лигу справедливости, и убивает нового члена команды Вайба.
Позже Айво строит частный остров, населенный роботами, а затем обнаруживает, что его обезображивание прогрессирует, вызывая боль и повышенную неподвижность. Решив, что он хочет уничтожить себя, но не может сделать это напрямую, он создает Амазоидов, версии Амазо, каждая из которых может украсть одну силу. Андроиды берут силы Красной Звезды, Негативного человека, Мон-Эла, Пауэр Гёрл, Стармена и Гео-Форса, затем используют свои новые способности на Айво, но не могут его убить. Лед из Лиги Справедливости сочувствует Айво, неосознанно прибегнув к силе Кольца Силы Гая Гарднера, чтобы вылечить его от его состояния и восстановить его первоначальную человеческую форму.
Несмотря на свой пугающий опыт, Айво поддается своему страху смерти и снова создает эликсир бессмертия, выпивая его и принимая, что он снова страдает от чудовищной боли, хотя теперь уже другого характера. Решив снова нацелиться на Лигу справедливости, он объединяется с другим безумным ученым, злодеем Т. О. Морроу, и они развивают дружеское соперничество, ссорясь и пытаясь произвести впечатление друг на друга, при этом явно уважая друг друга и наслаждаясь своим сотрудничеством. Они строят андроида Женщину завтрашнего дня, призванную действовать как супергерой, чтобы проникнуть в Лигу и в конечном итоге убить их с помощью электромагнитного импульса, который может нарушить работу мозга. К раздражению Айво и приятному удивлению Морроу, Женщина завтрашнего дня становится настоящим героем и жертвует собой, чтобы спасти Лигу Справедливости. Обнаружив ее истинную природу, команда затем выслеживает и арестовывает Айво и Морроу, когда они произносят тост.
Спустя годы андроид Часовщик, манипулирующий временем, ищет профессора Айво, чтобы обсудить более глубокую природу андроидов. В обмен на этот разговор Айво спрашивает, действительно ли он когда-нибудь умрет. Часовщик отвечает ему, но читатель не знает ответа. Айво решает помедитировать.
Профессор Айво возвращается в «Бесконечном Кризисе» в качестве члена Тайного общества суперзлодеев. Позже он пытается создать новое тело Амазо, в котором смог бы обитать разум злодея Соломона Гранди.
Позже Тайное общество суперзлодеев поручает Айво собрать образцы почвы в Освенциме, Польша, которые будут использованы для создания Геноцида, врага Чудо-женщины. Он не хочет создавать злодея, но соглашается сделать это в надежде, что ресурсы Общества смогут наконец вылечить его обезображивание. Профессор Айво приносит с собой в помощь своего новейшего андроида Красного Вулкана.
Позже Максвелл Лорд обращается к профессору Айво с заданием перепрограммировать Металлических Людей и помочь Лорду создать OMAC Prime, андроида, который, как и Амазо, может копировать сверхспособности.

### The New 52
В 2011 году The New 52 представило собой перезагрузку комиксов DC Comics, показав истоки зарождения Лиги справедливости, где в файлах сотрудников S.T.A.R. Labs показали, что Энтони Айво — 37-летний мужчина, который работает главой отдела клеточной и структурной биологии в Университете Айви более десяти лет, прежде чем присоединиться и стать директором проекта, известного как Красная комната (в задачу которого входит сбор и анализ иностранных, внеземных и разумных технологий, считающихся опасными). Профессор Айво является первооткрывателем «процесса органического паттерна», технологии, имитирующей органическую жизнь на клеточном уровне, что привело к созданию операционной системы A-Maze. Параллельная программа поддержки, основанная на разработке Айво, операционная система B-Maze, создается без ведома Айво. Он показал результаты, сопоставимые с результатами ОС A-Maze.  В тех же файлах отмечается, что Айво непредсказуем, исчезает на несколько дней и часто занят личными проектами, не санкционированными или не одобренными S.T.A.R. Labs. Танатофобия Айво проявляется в панических атаках и употреблении наркотиков и приводит к нескольким столкновениям с товарищами по команде Айво.
Год спустя Амазо сражается и терпит поражение от Лиги справедливости, по-видимому, в результате дальнейшего развития ОС A-Maze. Айво инсценирует свою смерть, а затем объединяется с таинственным злодеем, известным как Аутсайдер, чтобы основать новое Тайное общество суперзлодеев.

## Изобретения профессора Айво
- Амазо — андроид, способный имитировать физические способности, сверхспособности и создавать копии оружия.[13]

- Амазоиды — андроиды, похожие на Амазо, но каждый из них может дублировать способности только одного сверхчеловека.[14]

- Кид Амазо — "сын" Амазо, техно-органическое существо, созданное с использованием технологий Амазо и манипуляций с человеческой биологией.[15]

- Женщина завтрашнего дня — искусственная форма жизни с телекинетическими способностями, искусственным дыханием и пульсом, а также ложными воспоминаниями о человеческой жизни, созданный в соавторстве с профессором Т. О. Морроу и изначально предназначенный для проникновения и, в конечном итоге, уничтожения Лиги справедливости.[16]

- Композитный Супермен — в одной из версий происхождения профессора Айво его андроид Композитный Супермен — это ранняя попытка дублировать силы Лиги справедливости, прежде чем позже создать Амазо.[17]

- Красный вулкан — андроид, подобный Красному Торнадо. Отличается большой скоростью и пирокинетическими способностями.[18]

- Легион MONQI, роботов, подобным летучим обезьянам из сказки «Волшебник из страны Оз». Первое их появление было в телесериале Юная Лига Справедливости, в эпизоде «Обученный».[19]

## Вне комиксов

### Телевидение
- Профессор Айво (здесь его зовут Артур Айво) появился мультсериале «Лига справедливости», в эпизоде "Чистый лист" как создатель Амазо. Айво работал на LexCorp, но был уволен, когда телохранитель и доверенное лицо Лекса Лютора Мерси Грейвс переняла управление компанией. От неё он узнает, что профессор Айво, способный ему помочь, был уволен и ведет уединённую жизнь в своем особняке. Явившись туда, Лекс Лютор узнает, что Айво уже мертв (вопреки комиксу, где у него есть бессмертие). В доме также живёт созданный им нанотехнологический андроид Амазо. Пользуясь его наивностью и дружелюбием, Лекс манипулирует им в своих целях, настраивая его против Лиги Справедливости.[3]

Профессора Айво озвучил Питер Макникол для анимационного телесериала «Юная Лига Справедливости»

Профессора Айво озвучил Джейсон Марсден в короткометражке «Вайб» — DC Nation Shorts.

- Профессор Айво появляется в анимационном телесериале «Юная Лига Справедливости», озвученный Питером Макниколом. Эта версия является членом Света, которому помогает легион обезьяноподобных роботов, получивших название MONQI, и дубликат андроида, который вместо него отбывает срок в тюрьме Белль Рив.[20]

- Профессор Айво появляется в короткометражке «Вайб» — DC Nation Shorts. Его озвучил Джейсон Марсден[англ.]

Дилан Нил исполнил роль Энтони Айво в телесериале Стрела.

- Доктор Энтони Айво появляется во флэшбэках, показанных во втором сезоне сериала «Стрела» в исполнении Дилана Нила.[21] В своем стремлении найти затонувшую японскую подводную лодку, содержащую сыворотку Миракуру, и спасти свою жену Джессику от неустановленной ухудшающейся болезни, он нанял команду корабля «Амазо», отправился на остров Лян Ю и спас Сару Лэнс с тонущей яхты «Королевский гамбит». Находясь на острове, Айво столкнулся с застрявшим Оливером Куином и заявил, что намеревался "спасти человеческую расу", прежде чем заставить его выбирать между Лэнс и Шадо. Шадо умирает от его руки, однако после её убийства и потери правой руки и «Амазо» из-за безумного Слэйда Уилсона, Айво начал страдать от заражения крови и в конечном итоге был убит Оливером.[22][23]

### Фильмы
- Профессор Айво мельком появляется в анимационном фильме «Лига Справедливости: Война». Он замечен нажимающим аварийную кнопку, чтобы активировать протоколы безопасности S.T.A.R Labs, прежде чем быть захваченным Парадемонами.
- Профессор Айво появляется в анимационном фильме «Лига Справедливости: Кризис на Бесконечных Землях. Часть 1». Лекс Лютор заражает Айво синдромом Хатчинсона — Гилфорда, что побуждает профессора на создание Амазо, силы которого основаны на биологическом материале, оставшемся после смерти Паразита. По задумке андроид должен был поглащать энергию мета–людей и делиться ей с обычными людьми, тем самым продливая их жизнь. Оказалось, Лекс Лютор обманул Айво и решил использовать Амазо в своих корыстных целях. Флэш вытаскивает Айво из лазарета LexCorp., и профессор напоминает андроиду о его предназначении. Амазо пытается передать энергию, собранную у членов Лиги Справедливости своему создателю, но тот умирает.

### Прочее
- Профессор Айво появляется в комиксе-расширении телесериала Тайны Смолвиля  «Smallville: Season 11» №10 (апрель 2013) как член S.T.A.R. Labs.
- Профессор Айво появляется в комиксах-приквелах видеоигры Injustice 2.[24][25][26] После того, как Лига Убийц похищает его семью, он строит мощную версию Амазо для Ра’с аль Гула. Узнав от Джейсона Тодда, что его семья была убита, Айво восстанавливает контроль над Амазо и позволяет оперативной группе Лиги справедливости и Супергёрл уничтожить его. За предательство Айво казнен Бэтменом и дочерью Талии аль Гул, Атанасией аль Гул.

## Комментарии
1. ↑  Также встречается дословный перевод Профессор Иво.